# Участник внешнеэкономической деятельности
Участник внешнеэкономической деятельности - юридическое лицо или физическое, зарегистрированное в качестве индивидуального предпринимателя,  занимающиеся внешнеэкономической деятельностью.
Действующее в настоящее время законодательство Российской Федерации устанавливает, что все лица имеют право на равных основаниях вывозить или ввозить товары на территорию Российской Федерации. Таможенный Кодекс устанавливает следующее положение: никто не может быть принудительно ограничен в правах или лишён права ввозить в страну или вывозить из России товары. Исключение составляют случаи, которые предусмотрены законодательными актами и Таможенным Кодексом.

## Классификация участников внешнеэкономической деятельности
В зависимости от выполняемых функций можно выделить следующих участников внешнеэкономической деятельности:
- Международные организации (например, Международный валютный фонд, Всемирный банк, Всемирная торговая организация  и другие) осуществляют определённое регулирование внешнеэкономической деятельности, могут осуществлять экспортно-импортные операции;
- Государство (в лице органов законодательной и исполнительной власти- Парламент, Президент, Правительство, министерство торговли, Центральный банк и другие) осуществляет нормативное регулирование внешнеэкономической деятельности внутри страны в соответствии с установленными полномочиями, а также на межправительственном и межгосударственном уровнях;
- Агенты валютного контроля (уполномоченные банки, а также не являющиеся уполномоченными банками профессиональные участники рынка ценных бумаг, в том числе держатели реестра (регистраторы), подотчётные федеральному органу исполнительной власти по рынку ценных бумаг, таможенные органы и налоговые органы) осуществляют контроль за соблюдением резидентами и нерезидентами актов валютного законодательства Российской Федерации и актов органов валютного регулирования;
- Экспортёры (физические или юридические лица) осуществляют экспорт;
- Импортёры (физические или юридические лица) осуществляют импорт;
- Посредники (физические или юридические лица, органы власти), оказывающие содействие в осуществлении экспорта или импорта.

## Процедура регистрации в качестве участника внешнеэкономической деятельности
В настоящее время регистрация всех лиц, осуществляющих различные внешнеэкономические операции, не является обязательной. Однако лица, осуществляющие регулярно экспортно-импортные операции, могут пройти регистрационную процедуру в таможенных органах и получить учётную карту, которая в дальнейшем значительно облегчит таможенное оформление. Официально зарегистрированный участник внешнеэкономической деятельности, как субъект ВЭД, при предъявлении Учетной карты и контракта, значительно быстрее осуществляет таможенные процедуры.

## Статистические данные
По состоянию на 2019 год во внешней торговле России приняли участие 89,6 тысяч участников ВЭД, среди них 70 586 импортёров и 30 975 экспортёров. По сравнению с 2018 годом прирост участников ВЭД составил 2,21%, при этом количество импортёров увеличилось на 1,82%, а количество экспортёров снизилось на 3,61%.